# Forest Hills (Metro de Boston)
Forest Hills es una estación terminal en la línea Naranja del Metro de Boston. La estación se encuentra localizada en Washington Street y Hyde Park Avenue en Boston, Massachusetts. La estación Forest Hills fue inaugurada el 4 de mayo de 1987. La Autoridad de Transporte de la Bahía de Massachusetts es la encargada por el mantenimiento y administración de la estación.

## Descripción
La estación Forest Hills cuenta con 2 plataformas centrales y 6 vías. La estación también cuenta con 209 de espacios de aparcamiento.

## Conexiones
La estación es abastecida por las siguientes conexiones: 
- Rutas de autobuses: 16, 21, 30, 31, 32, 34, 34E, 35, 36, 37, 38, 39, 40, 42, 50, 51